# گیلیرمه پیرا
گیلیرمه هنریکه سیلوا گونکالوس مشهور به گیلیرمه پیرا (انگلیسی: Guilherme Pira؛ زادهٔ ۷ ژوئیهٔ ۲۰۰۰) بازیکن فوتبال اهل برزیل است.